# 무르그 티카
무르그 티카(우르두어: مرغ ٹکہ, 힌디어: मुर्ग़ टिक्का, 벵골어: মুর্গ টিক্কা) 또는 치킨 티카(영어: chicken tikka)는 남아시아의 닭고기 꼬치구이 요리이다. 무굴 제국 시기에 만들어진 음식이며, 방글라데시, 인도, 파키스탄 및 인접한 아프가니스탄 등지에서 즐겨 먹는다.

## 이름
우르두어, 힌디어, 벵골어 등 남아시아 언어에서 "닭, 닭고기"를 뜻하는 명사 "무르그(مرغ, मुर्ग़, মুর্গ)는 같은 뜻의 근세 페르시아어 명사 "무르그(مرغ)"에서 빌려온 말이다. 현대 이란어 발음은 "모르그"이다. "조각"을 뜻하는 "티카(ٹکہ, टिक्का, টিক্কা)" 또한 같은 뜻의 근세 페르시아어 명사 "티케(تکه)"에서 빌려온 말이며, 이는 아마 오구즈어에서 차용되었을 것이라 추정된다. 어원은 튀르크조어 "*tikö"이다. 현대 튀르키예어와 아제르바이잔어에 각각 "티케(tike)"와 "티캐(tikə)"라는 동원어가 존재한다.

## 만들기
레몬 즙, 소금, 다진 마늘과 생강, 가람마살라, 강황가루, 쿠민가루, 호로파가루, 고춧가루(주로 카슈미르고추가루), 등 향신료, 다히, 겨자기름 등을 섞어 만든 마리네이드에 닭고기를 재어 두었다가, 꼬챙이에 꿰어 숯불에 구워 낸다. 굽는 동안 기를 발라 향을 내며, 흔히 고수 타마린드 차트니 등과 함께 먹는다.

## 같이 보기
- 탄두리 치킨
- 파니르 티카
- 치킨 티카 마살라